# Franck Perera
Franck Perera (ur. 21 marca 1984 roku w Montpellier) – francuski kierowca wyścigowy.

## Kariera

### Formuła Renault
Francuz karierę rozpoczął w roku 1995, od startów w kartingu. W 2001 roku przeszedł do wyścigów samochodów jednomiejscowych, debiutując w Formule Renault, we włoskiej stajni Prema Powerteam. Biorąc udział zarówno w europejskim, jak i włoskim cyklu, zmagania zakończył odpowiednio na 13. i 8. miejscu.
Rok później sięgnął po tytuł mistrzowski we włoskiej edycji. W europejskim odpowiedniku zajął z kolei 10. lokatę. Oprócz tego Francuz wystąpił w kilku wyścigach holenderskiej oraz niemieckiej serii (uzyskane punkty sklasyfikowały go odpowiednio na 18. i 30. pozycji w końcowej klasyfikacji).

### Formuła 3
W latach 2003–2004 Franck brał udział w Formule 3 Euro Series. Ponownie ścigał się we włoskim zespole. W ciągu dwóch lat współpracy Perera siedmiokrotnie stanął na podium, ostatecznie zajmując odpowiednio 8. i 4. miejsce w klasyfikacji generalnej. W tym samym czasie dwukrotnie wystartował w prestiżowych wyścigach juniorskich – Grand Prix Makau (dojechał na piątym i dziesiątym miejscu) oraz Masters of Formula 3 (ukończył je na jedenastej i ósmej pozycji). W 2003 roku wziął udział również w wyścigu Bahrain F3 Superprix, dojeżdżając w nim na 20. lokacie.

### World Series by Renault
W sezonie 2006 Francuz wystąpił w jednej rundzie Światowej serii Formuły Renault, w austriackim zespole Interwetten.com. Zdobyte punkty pozwoliły Franckowi na zajęcie 22. miejsca w klasyfikacji końcowej.

### Starty w Ameryce
W roku 2007 Perera wyjechał do USA, gdzie rozpoczął starty w Formule Atlantic. W zespole Condor Motorsports ośmiokrotnie stanął na podium, z czego trzykrotnie na najwyższym stopniu, ostatecznie zajmując 2. miejsce w mistrzostwach.
Rok później Francuz wystartował w dziewięciu wyścigach serii Indy Lights (w zespole Guthrie Racing zwyciężył na torze Infineon Raceway) oraz czterech Indy Car (w Conquest Racing). W obu seriach został sklasyfikowany odpowiednio na 17. i 29. pozycji w końcowej punktacji.

### Superleague Formula
W latach 2008–2009 Franck wziął udział w ośmiu wyścigach serii Superleague Formula. Reprezentując włoski klub A.S. Roma, dwukrotnie stanął na podium, pomagając swemu zespołowi w zajęciu odpowiednio 6. i 14. pozycji na koniec sezonu.

### Formuła 1
W latach 2004–2005 Perera pełnił funkcję kierowcy testowego japońskiej stajni F1 – Toyota.

### Seria GP2
W sezonie 2006 Francuz podpisał kontrakt z francuską stajnią DAMS, na udział w bezpośrednim zapleczu Formuły 1 – serii GP2. Startując we wszystkich wyścigach, tylko raz zdołał zapunktować, zajmując drugie miejsce na ulicznym torze w Monako. Zdobyte dzięki temu punkty pozwoliły mu zająć 16. miejsce w generalnej klasyfikacji.
Trzy lata później, Francuz powrócił do serii, w zastępstwie kontuzjowanego Włocha Giacomo Ricci. Reprezentując brytyjską ekipę David Price Racing, został zgłoszony do ośmiu wyścigów. Ostatecznie wystartował w pięciu z nich, nie kwalifikując się do pierwszego wyścigu na Węgrzech (na skutek kolizji ze swoim rodakiem Romainem Grosjeanem) oraz do dwóch na belgijskim torze Spa-Francorchamps (w wyniku problemów technicznych). Najlepiej spisał się podczas sobotniego wyścigu na torze w Walencji, kiedy to zajął 15. pozycję.

## Statystyki
| Sezon | Seria                           | Zespół             | Wyścigi          | PP               | Zwycięstwa       | Podium           | Punkty           | Pozycja          |
| 2002  | Włoska Formuła Renault          | Prema Powerteam    | 9                | 0                | 0                | 2                | 76               | 8                |
| 2002  | Europejska Formuła Renault      | Prema Powerteam    | 7                | 0                | 0                | 0                | 24               | 13               |
| 2003  | Włoska Formuła Renault          | Prema Powerteam    | 12               | 7                | 5                | 8                | 242              | 1                |
| 2003  | Europejska Formuła Renault      | Prema Powerteam    | 8                | 1                | 0                | 0                | 40               | 10               |
| 2003  | Niemiecka Formuła Renault 2.0   | Prema Powerteam    | 4                | 0                | 0                | 0                | 19               | 30               |
| 2003  | Holenderska Formuła Renault 2.0 | Prema Powerteam    |                  |                  |                  |                  | 20               | 18               |
| 2004  | Formuła 3 Euroseries            | Prema Powerteam    | 20               | 0                | 0                | 4                | 48               | 8                |
| 2004  | Bahrain F3 Superprix            | Prema Powerteam    | 1                | 1                | 0                | 0                | N/A              | 20               |
| 2004  | Masters of Formula 3            | Prema Powerteam    | 1                | 0                | 0                | 0                | N/A              | 11               |
| 2004  | Grand Prix Makau                | Prema Powerteam    | 1                | 0                | 0                | 0                | N/A              | 5                |
| 2004  | Formuła 1                       | Toyota             | Kierowca testowy | Kierowca testowy | Kierowca testowy | Kierowca testowy | Kierowca testowy | Kierowca testowy |
| 2005  | Formuła 3 Euroseries            | Prema Powerteam    | 20               | 0                | 0                | 3                | 63               | 4                |
| 2005  | Masters of Formula 3            | Prema Powerteam    | 1                | 0                | 0                | 0                | N/A              | 8                |
| 2005  | Grand Prix Makau                | Prema Powerteam    | 1                | 0                | 0                | 0                | N/A              | 10               |
| 2005  | Formuła 1                       | Toyota             | Kierowca testowy | Kierowca testowy | Kierowca testowy | Kierowca testowy | Kierowca testowy | Kierowca testowy |
| 2006  | Seria GP2                       | DAMS               | 21               | 0                | 0                | 1                | 8                | 17               |
| 2006  | Formuła Renault 3.5             | Interwetten.com    | 2                | 0                | 0                | 0                | 13               | 22               |
| 2007  | Formuła Atlantic                | Condor Motorsports | 12               | 2                | 3                | 8                | 310              | 2                |
| 2008  | Superleague Formula             | A.S. Roma          | 6                | 1                | 0                | 2                | 307              | 6                |
| 2008  | Indy Lights                     | Guthrie Racing     | 9                | 2                | 1                | 2                | 220              | 17               |
| 2008  | Indy Car                        | Conquest Racing    | 4                | 0                | 0                | 0                | 71               | 29               |
| 2009  | Seria GP2                       | David Price Racing | 5                | 0                | 0                | 0                | 0                | 28               |
| 2009  | Superleague Formula             | A.S. Roma          | 0                | 0                | 0                | 0                | 110              | 14               |
| 2010  | Superleague Formula             | CR Flamengo        | 0                | 0                | 0                | 0                | 540              | 6                |

## Wyniki w GP2
| Legenda oznaczeń w tabelach wyników Wyświetl szablon na nowej stronie | Legenda oznaczeń w tabelach wyników Wyświetl szablon na nowej stronie                                                                     |
| Oznaczenie                                                            | Wyjaśnienie |
| --------------------------------------------------------------------- | --- |
| Złoty                                                                 | Zwycięzca lub mistrzostwo |
| Srebrny                                                               | 2. miejsce lub wicemistrzostwo |
| Brązowy                                                               | 3. miejsce lub II wicemistrzostwo |
| Zielony                                                               | Ukończył, punktował (w klasyfikacji generalnej, gdy zdobył co najmniej jeden punkt na przestrzeni sezonu, poza trzema powyższymi opcjami) |
| Niebieski                                                             | Ukończył, nie punktował (w klasyfikacji generalnej, gdy nie zdobył co najmniej jednego punktu na przestrzeni sezonu)                      |
| Czerwony                                                              | Nie zakwalifikował się (NZ) |
| Czerwony                                                              | Nie prekwalifikował się (NPK) |
| Różowy                                                                | Nie ukończył (NU) |
| Różowy                                                                | Niesklasyfikowany (NS) (w klasyfikacji generalnej, gdy nie został sklasyfikowany w żadnym wyścigu sezonu)                                 |
| Czarny                                                                | Zdyskwalifikowany (DK) |
| Czarny                                                                | Wykluczony (WYK/EX) |
| Biały                                                                 | Nie wystartował (NW) |
| Biały                                                                 | Kontuzjowany (K/INJ) |
| Biały                                                                 | Wyścig odwołany (OD/C) |
| Bez koloru                                                            | Został wycofany (WYC/WD) |
| Bez koloru                                                            | Nie przybył (NP/DNA) |
| Bez koloru                                                            | Nie brał udziału w treningach (NT/DNP) |
| Bez koloru                                                            | Nie został zgłoszony (–) |
| Pogrubienie                                                           | Start z pole position |
| Kursywa                                                               | Najszybsze okrążenie wyścigu |
| †                                                                     | Nie ukończył, ale jego rezultat został zaliczony ze względu na przejechanie więcej niż 90% dystansu wyścigu.                              |
| *                                                                     | Sezon w trakcie |
| 1/2/3                                                                 | Punktowana pozycja w sprincie kwalifikacyjnym                                                                                             |
| Lista systemów punktacji Formuły 1                                    | |

| Rok  | Zespół             | Wyniki w poszczególnych eliminacjach | Wyniki w poszczególnych eliminacjach | Wyniki w poszczególnych eliminacjach | Wyniki w poszczególnych eliminacjach | Wyniki w poszczególnych eliminacjach | Wyniki w poszczególnych eliminacjach | Wyniki w poszczególnych eliminacjach | Wyniki w poszczególnych eliminacjach | Wyniki w poszczególnych eliminacjach | Wyniki w poszczególnych eliminacjach | Wyniki w poszczególnych eliminacjach | Wyniki w poszczególnych eliminacjach | Wyniki w poszczególnych eliminacjach | Wyniki w poszczególnych eliminacjach | Wyniki w poszczególnych eliminacjach | Wyniki w poszczególnych eliminacjach | Wyniki w poszczególnych eliminacjach | Wyniki w poszczególnych eliminacjach | Wyniki w poszczególnych eliminacjach | Wyniki w poszczególnych eliminacjach | Wyniki w poszczególnych eliminacjach | Punkty | Pozycja |
| ---- | ------------------ | ------------------------------------ | ------------------------------------ | ------------------------------------ | ------------------------------------ | ------------------------------------ | ------------------------------------ | ------------------------------------ | ------------------------------------ | ------------------------------------ | ------------------------------------ | ------------------------------------ | ------------------------------------ | ------------------------------------ | ------------------------------------ | ------------------------------------ | ------------------------------------ | ------------------------------------ | ------------------------------------ | ------------------------------------ | ------------------------------------ | ------------------------------------ | ------ | ------- |
| 2006 | DAMS               | VAL                                  | VAL                                  | SMR                                  | SMR                                  | NÜR                                  | NÜR                                  | ESP                                  | ESP                                  | MON                                  | GBR                                  | GBR                                  | FRA                                  | FRA                                  | HOC                                  | HOC                                  | HUN                                  | HUN                                  | TUR                                  | TUR                                  | ITA                                  | ITA                                  | 8      | 16      |
| 2006 | DAMS               | 11                                   | 14                                   | NU                                   | 14                                   | NU                                   | 15                                   | 13                                   | NU                                   | 2                                    | NU                                   | 10                                   | NU                                   | 12                                   | 14                                   | 11                                   | 9                                    | NU                                   | 12                                   | 8                                    | 15                                   | 15                                   | 8      | 16      |
| 2009 | David Price Racing | ESP                                  | ESP                                  | MON                                  | MON                                  | TUR                                  | TUR                                  | GBR                                  | GBR                                  | DEU                                  | DEU                                  | HUN                                  | HUN                                  | VAL                                  | VAL                                  | BEL                                  | BEL                                  | ITA                                  | ITA                                  | POR                                  | POR                                  |                                      | 0      | 28      |
| 2009 | David Price Racing | -                                    | -                                    | -                                    | -                                    | -                                    | -                                    | -                                    | -                                    | NU                                   | 16                                   | NZ                                   | 18                                   | 15                                   | 16†                                  | NZ                                   | NZ                                   | -                                    | -                                    | -                                    | -                                    |                                      | 0      | 28      |

## Wyniki w Formule Renault 3.5
| Legenda oznaczeń w tabelach wyników Wyświetl szablon na nowej stronie | Legenda oznaczeń w tabelach wyników Wyświetl szablon na nowej stronie                                                                     |
| Oznaczenie                                                            | Wyjaśnienie |
| --------------------------------------------------------------------- | --- |
| Złoty                                                                 | Zwycięzca lub mistrzostwo |
| Srebrny                                                               | 2. miejsce lub wicemistrzostwo |
| Brązowy                                                               | 3. miejsce lub II wicemistrzostwo |
| Zielony                                                               | Ukończył, punktował (w klasyfikacji generalnej, gdy zdobył co najmniej jeden punkt na przestrzeni sezonu, poza trzema powyższymi opcjami) |
| Niebieski                                                             | Ukończył, nie punktował (w klasyfikacji generalnej, gdy nie zdobył co najmniej jednego punktu na przestrzeni sezonu)                      |
| Czerwony                                                              | Nie zakwalifikował się (NZ) |
| Czerwony                                                              | Nie prekwalifikował się (NPK) |
| Różowy                                                                | Nie ukończył (NU) |
| Różowy                                                                | Niesklasyfikowany (NS) (w klasyfikacji generalnej, gdy nie został sklasyfikowany w żadnym wyścigu sezonu)                                 |
| Czarny                                                                | Zdyskwalifikowany (DK) |
| Czarny                                                                | Wykluczony (WYK/EX) |
| Biały                                                                 | Nie wystartował (NW) |
| Biały                                                                 | Kontuzjowany (K/INJ) |
| Biały                                                                 | Wyścig odwołany (OD/C) |
| Bez koloru                                                            | Został wycofany (WYC/WD) |
| Bez koloru                                                            | Nie przybył (NP/DNA) |
| Bez koloru                                                            | Nie brał udziału w treningach (NT/DNP) |
| Bez koloru                                                            | Nie został zgłoszony (–) |
| Pogrubienie                                                           | Start z pole position |
| Kursywa                                                               | Najszybsze okrążenie wyścigu |
| †                                                                     | Nie ukończył, ale jego rezultat został zaliczony ze względu na przejechanie więcej niż 90% dystansu wyścigu.                              |
| *                                                                     | Sezon w trakcie |
| 1/2/3                                                                 | Punktowana pozycja w sprincie kwalifikacyjnym                                                                                             |
| Lista systemów punktacji Formuły 1                                    | |

| Rok  | Zespół          | Wyniki w poszczególnych eliminacjach | Wyniki w poszczególnych eliminacjach | Wyniki w poszczególnych eliminacjach | Wyniki w poszczególnych eliminacjach | Wyniki w poszczególnych eliminacjach | Wyniki w poszczególnych eliminacjach | Wyniki w poszczególnych eliminacjach | Wyniki w poszczególnych eliminacjach | Wyniki w poszczególnych eliminacjach | Wyniki w poszczególnych eliminacjach | Wyniki w poszczególnych eliminacjach | Wyniki w poszczególnych eliminacjach | Wyniki w poszczególnych eliminacjach | Wyniki w poszczególnych eliminacjach | Wyniki w poszczególnych eliminacjach | Wyniki w poszczególnych eliminacjach | Wyniki w poszczególnych eliminacjach | Punkty | Pozycja |
| ---- | --------------- | ------------------------------------ | ------------------------------------ | ------------------------------------ | ------------------------------------ | ------------------------------------ | ------------------------------------ | ------------------------------------ | ------------------------------------ | ------------------------------------ | ------------------------------------ | ------------------------------------ | ------------------------------------ | ------------------------------------ | ------------------------------------ | ------------------------------------ | ------------------------------------ | ------------------------------------ | ------ | ------- |
| 2006 | Interwetten.com | ZOL                                  | ZOL                                  | MON                                  | TUR                                  | TUR                                  | ITA                                  | ITA                                  | SFR                                  | SFR                                  | DEU                                  | DEU                                  | GBR                                  | GBR                                  | FRA                                  | FRA                                  | ESP                                  | ESP                                  | 13     | 22      |
| 2006 | Interwetten.com | -                                    | -                                    | -                                    | -                                    | -                                    | -                                    | -                                    | -                                    | -                                    | -                                    | -                                    | -                                    | -                                    | -                                    | -                                    | 4                                    | 6                                    | 13     | 22      |